# Vigor Lamezia Calcio 2004-2005
Questa voce raccoglie le informazioni riguardanti la Vigor Lamezia Calcio nelle competizioni ufficiali della stagione 2004-2005.

## Rosa
| N. |                   | Ruolo | Calciatore            |
| -- | ----------------- | ----- | --------------------- |
|    | Italia (bandiera) | A     | Alessandro Alessandrì |
|    | Italia (bandiera) | C     | Luca Altomare         |
|    | Italia (bandiera) | A     | Emilio Belmonte       |
|    | Italia (bandiera) | D     | Bruno Bilotta         |
|    | Italia (bandiera) | C     | Vincenzo Caccavalle   |
|    | Italia (bandiera) | A     | Antonio Caputo        |
|    | Italia (bandiera) | C     | Carlo Ceriani         |
|    | Italia (bandiera) | A     | Eugenio Cerra         |
|    | Italia (bandiera) | C     | Josè Francesco Cianni |
|    | Italia (bandiera) | P     | Simone Deliperi       |
|    | Italia (bandiera) | A     | Francesco Domanico    |
|    | Italia (bandiera) | A     | Paolo Gallo           |
|    | Italia (bandiera) | D     | Filippo Giusino       |

| N. |                   | Ruolo | Calciatore           |
| -- | ----------------- | ----- | -------------------- |
|    | Italia (bandiera) | C     | Benedetto Mangiapane |
|    | Italia (bandiera) | C     | Alberto Marsico      |
|    | Italia (bandiera) | A     | Luca Migliorelli     |
|    | Italia (bandiera) | A     | Carlo Orlando        |
|    | Italia (bandiera) | C     | Andrea Pippa         |
|    | Italia (bandiera) | D     | Gennaro Porpora      |
|    | Italia (bandiera) | D     | Salvatore Ricca      |
|    | Italia (bandiera) | C     | Osvaldo Rocca        |
|    | Italia (bandiera) | D     | Antonio Rogazzo      |
|    | Italia (bandiera) | D     | Francesco Scuteri    |
|    | Italia (bandiera) | P     | Francesco Spingola   |
|    | Italia (bandiera) | C     | Claudio Zaminga      |